# Incedo
Incedo es una localidad española del municipio de Soba, perteneciente a la comunidad autónoma de Cantabria.

## Geografía
La localidad, por cuyas inmediaciones discurre el río Gándara, se encuentra a 329 m s. n. m. y a 4,9 kilómetros de la capital municipal, Veguilla.

## Historia
Hacia mediados del siglo XIX, el lugar ya pertenecía a Soba. Aparece descrito en el noveno volumen del Diccionario geográfico-estadístico-histórico de España y sus posesiones de Ultramar de Pascual Madoz con las siguientes palabras:

INCEDO: l. en la prov. y dióc. de Santander, part. jud. de Ramales, aud. terr. y c. g. de Burgos, ayunt. del valle de Soba: sit. sobre un puentecito á la parte NE. del valle; su clima es bastante benigno, principalmente en verano, que los frescos vientos del N. que le combaten, templan algun tanto el rigor de la estacion. Tiene 9 casas; una ermita en que celebra el sacrificio de la misa los dias de precepto uno de los beneficiados de la matriz, que lo es Rozas, y una fuente de buenas y abundantes aguas para consumo del vecindario. Confina N. y O. la dicha matriz, y E. y S. el r. Gándara. El terreno, compuesto en su mayor parte de tierra arenosa con solo medio pie de fondo, y en estremo pendiente, es poco productivo, solo á fuerza de abonos puede conseguirse dé algun trigo y maiz: en cambio tiene muy buenos montes de encina, roble y otros arbustos, como tambien prados naturales de abundantes pastos; cria ganado vacuno, lanar, cabrío, yeguar y alguno de cerda. pobl. y contr. (V. el art. de ayuntamiento.)
(Madoz, 1847, p. 428)

En 2023, la entidad singular de población tenía empadronados diecinueve habitantes y el núcleo de población, también diecinueve.